# Шеремет Катерина Геннадіївна
Шеремет Катерина Геннадіївна (нар. 1 травня 1992, Федорівка, Березанський район) — українська спортсменка, академічна веслувальниця, бронзова призерка літньої Універсіади у Казані, майстер спорту України міжнародного класу.

## Біографія
Народилася 1 травня 1992 року в селі Федорівка Березанського району Миколаївської області. Народилася у сім'ї селян Шеремета Геннадія Євгенійовича та Шеремет Оксани Іванівни. Окрім Катерини, сім'я має молодшого сина та брата Шеремета Євгенія Геннадійовича. 1993 року сім'я Геннадія Євгенійовича переїжджає до села Тузли того ж району. Там Катерина йде на навчання до Тузлівської Загальноосвітньої школи I—III ступенів, де вона навчалася 9 років, після закінчення 9 класу вступає до Миколаївського спортивного училища (МВУФК). І вже після 9 місяців тренування Катерина на перших її в житті змаганнях які проходили у Києві займає третє місце. 2009 року Катерина вступає до Миколаївського національного університету кораблебудування ім. адмірала Макарова.

### Спортивна кар'єра
2010 року на чемпіонаті світу серед юніорів зайняла шосте місце в четвірці розпашній без стернового.
На літній Універсіаді, яка проходила з 6-о по 17-е липня у Казані, Катерина предсталяла Україну в академічному веслуванні у дисципліні четвірка без кермового. та завоювала бронзову нагороду разом із Євгенією Німченко, Ілоною Романеску та Дариною Верхогляд.
У попередніх запливах дівчата відразу кваліфікувались до фіналу з другим результатом (7:05.69). У фіналі посіли третю сходинку (7:09.66), пропустивши вперед росіянок (6:59.92) та спортсменок з Південної Африки (7:07.44).
2014 року на молодіжному чемпіонаті світу U-23 зайняла шосте місце в четвірці розпашній без стернового.
На чемпіонаті Європи 2016 вибула з боротьби за нагороди в складі вісімки зі стерновим після втішного заїзду.

## Державні нагороди
- Медаль «За працю і звитягу» (25 липня 2013) — за досягнення високих спортивних результатів на XXVII Всесвітній літній Універсіаді в Казані, виявлені самовідданість та волю до перемоги, піднесення міжнародного авторитету України[5]